# Gehrihorn

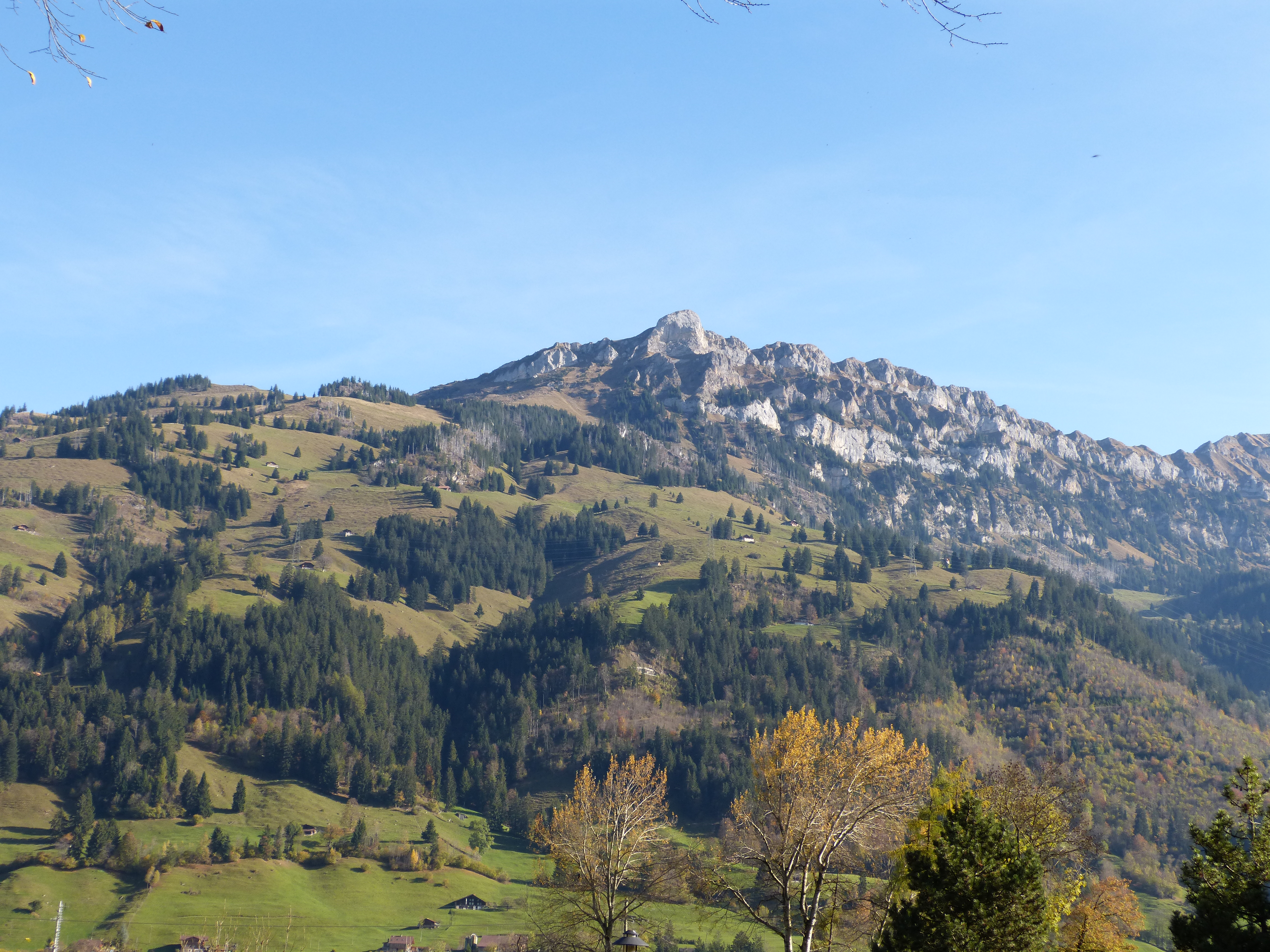
Gehrihorn von Frutigen aus

Das Gehrihorn (im Ortsdialekt Gehrihore) ist ein 2130 m ü. M. hoher Berg in den Berner Voralpen im Schweizer Kanton Bern.
Das Gehrihorn liegt zwischen dem Kandertal im Westen und dem Kiental im Osten. Über seinen Gipfel führt die Grenze zwischen den Gemeinden Frutigen und Reichenbach im Kandertal. 